# Ocrepeira malleri
Ocrepeira malleri là một loài nhện trong họ Araneidae.
Loài này thuộc chi Ocrepeira. Ocrepeira malleri được Herbert Walter Levi miêu tả năm 1993.